# 霍恩 (阿肯色州)
霍恩（英語：Hon）是位於美國阿肯色州斯科特縣的一個非建制地區。該地的面積和人口皆未知。

## 地理
霍恩的座標為34°56′21″N 94°10′53″W / 34.93917°N 94.18139°W，而該地的平均海拔高度為195米（即640英尺）。